# Surnadal
Surnadal é uma comuna da Noruega, com 1 366 km² de área e 6 209 habitantes (censo de 2004).         